# Spirostreptus gracilipes
Spirostreptus gracilipes är en mångfotingart som beskrevs av Newport. Spirostreptus gracilipes ingår i släktet Spirostreptus och familjen Spirostreptidae. Inga underarter finns listade i Catalogue of Life.